# Engusanacantha bilineata
Engusanacantha bilineata là một loài bướm đêm trong họ Noctuidae.